# Mollans-sur-Ouvèze
Mollans-sur-Ouvèze ist eine französische Gemeinde im Département Drôme in der Région Auvergne-Rhône-Alpes mit 1.055 Einwohnern (Stand 1. Januar 2022). Sie gehört zum Kanton Nyons et Baronnies im Arrondissement Nyons.
Das Dorf liegt ziemlich mittig zwischen Buis-les-Baronnies und Vaison-la-Romaine am namensgebenden Fluss Ouvèze, in den ganz im Westen des Gemeindegebietes die Eyguemarse einmündet. Sehenswert sind die Burg hoch über dem Ort und die historischen Gebäude am Marktplatz.
Durch Mollans führte früher die Bahnstrecke Orange-Buis-les-Baronnies. Auf der Bahntrasse befindet sich heute ein Radweg. Auf diesem Weg kann man von Buis-les-Baronnies nach Vaison-la-Romaine fahren. Der Ort liegt an den Regionalstraßen D4 und D5, welche den Ort heute umgehen.

## Bevölkerungsentwicklung

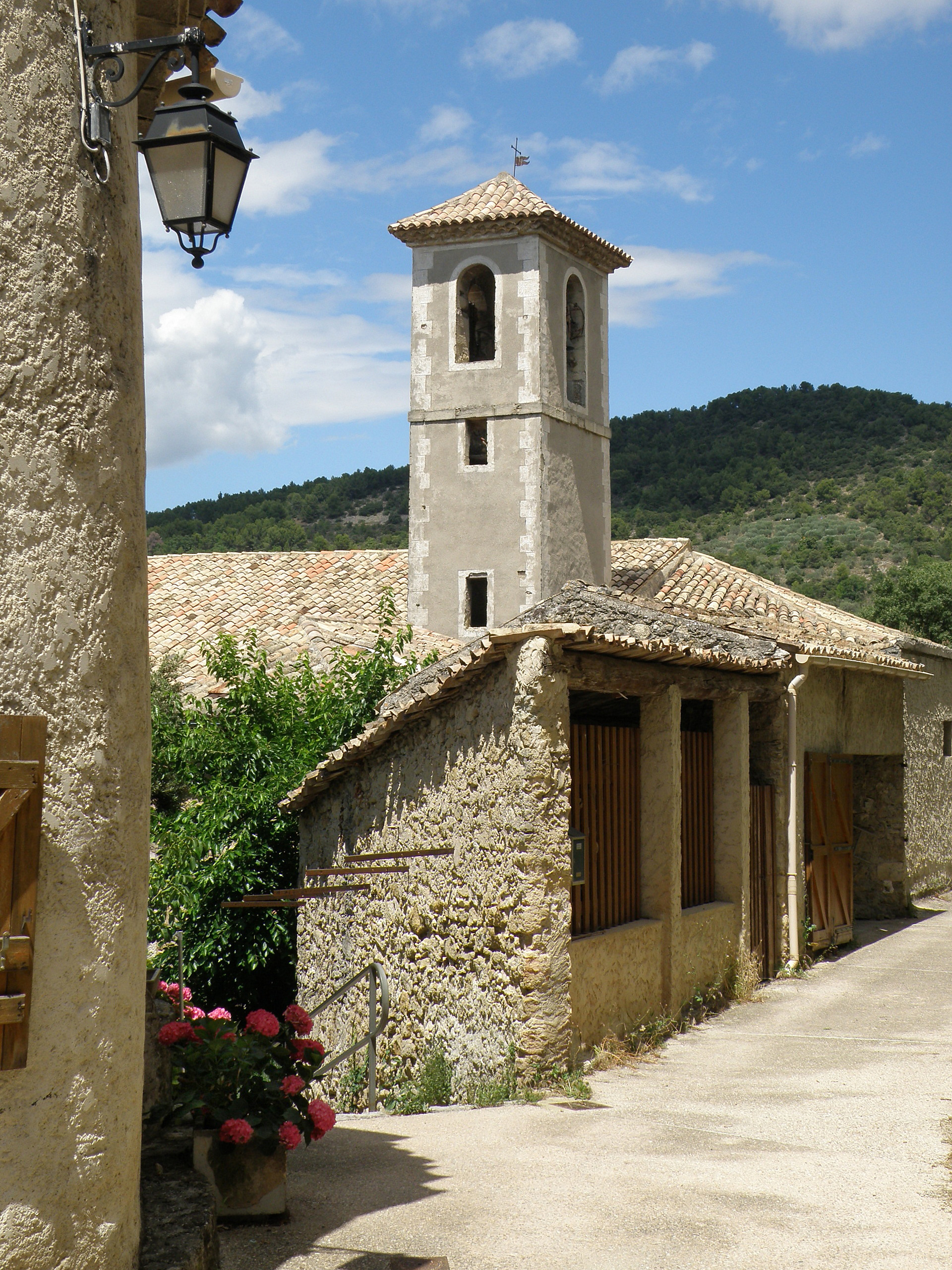
KircheSaint-Marcel, Monument historique

| Jahr                       | 1962 | 1968 | 1975 | 1982 | 1990 | 1999 | 2009 | 2016 |
| Einwohner                  | 612  | 615  | 615  | 690  | 782  | 840  | 1051 | 1060 |
| Quellen: Cassini und INSEE |      |      |      |      |      |      |      |      |